# Priors Dean
Priors Dean est un village du Hampshire, en Angleterre.